# Joe Davis (Billardspieler)
Joe Davis, OBE (* 15. April 1901 in Whithwell, Derbyshire; † 10. Juli 1978 in Hampshire) war ein englischer Billardspieler. Er war seit 1919 Billardprofi und spielte schon bald darauf insbesondere Snooker.

## Karriere
Davis’ Eltern besaßen ein Hotel namens Queens Hotel in Whittington Moor, rund drei Kilometer nördlich von Chesterfield. Dort stand ein English-Billiards-Tisch, an dem Davis im Alter von 11 Jahren anfing zu spielen. Mit 12 Jahren spielte er schon eine Serie von 100 und mit 13 gewann er dann bereits die lokale „Amateur Billiards Championship“. Damit war der Grundstein für seine außerordentliche Karriere gelegt.
1927 organisierte er die erste Snookerweltmeisterschaft mit und gewann diese durch einen Sieg von 20:11 Frames gegen Tom Dennis. Das Preisgeld betrug 6,10 Englische Pfund. Davis gewann danach jede Weltmeisterschaft, bis er 1946 von diesem Turnier zurücktrat. Er hält mit 15 gewonnenen Titeln den Rekord. In den Jahren 1928–1930 und 1932 war er sogar Doppelweltmeister, vier Titel konnte er in diesen Jahren nämlich auch noch in English Billiards erzielen. Trotz seines Rücktritts von der Weltmeisterschaft spielte Davis noch bis 1964 als Profi Snooker. Bei seinem letzten Titelgewinn bei der Weltmeisterschaft am 19. Mai 1946 war er der bis dahin älteste (45 Jahre, 34 Tage) Titelgewinner. Dieser Rekord wurde erst 32 Jahre später, am 29. April 1978, durch den Waliser Ray Reardon (45 Jahre, 203 Tage) gebrochen und zuletzt 2022 durch Ronnie O’Sullivan (46 Jahre) übertroffen.
Sein erstes Century Break spielte Davis 1928, 1953 hatte er davon bereits 500 gespielt. Fünf Mal setzte er einen neuen Rekord, teilweise war es sein eigener, 1937 auf 137 Punkte, 1938 (138), 1947 (140), 1950 (146) und schließlich am 22. Januar 1955 das erste Maximum Break (147). 1935 erzielte Davis auch das erste auf einer Weltmeisterschaft gespielte Century. Während seiner Karriere spielte er insgesamt 687 Century Breaks. Ergänzend zu seinen Erfolgen im Snooker trug er von 1928 bis 1938 den Titel World Professional Billards Champion.
Am 26. Oktober 1959 stellte Joe Davis Snooker Plus, eine Erweiterung des gewöhnlichen Snookers, vor. Er erhoffte sich durch zwei zusätzliche farbige Bälle ein spannenderes Spiel. Diese Erweiterung setzte sich jedoch nie durch.

## Privates
Im elterlichen „Queens Hotel“ betrieb sein Vater im Clubraum ein Stummfilmkino und seine Schwester spielte dazu das Klavier.
Joes zwölf Jahre jüngerer Bruder Fred Davis war ebenfalls ein erfolgreicher Snookerspieler und achtmaliger Snooker-Weltmeister. Beide sind nicht mit Steve Davis verwandt.
Als er seinem Bruder Fred im Halbfinale der Weltmeisterschaft 1978 zusah, erlitt Davis einen Kollaps, an dessen Folgen er zwei Monate später, am 10. Juli 1978, verstarb.
Davis war seit 1945 mit June Davis (geb. Malo, am 23. Juli 1910), einer ehemaligen Sängerin, verheiratet, die 2008 an ihrem 98. Geburtstag verstarb. Sie hatte noch mit Freunden ihren Geburtstag gefeiert, als sie am frühen Abend nach Hause zurückkehrte, einen Anruf ihres Freundes Ted Lowe entgegennahm und eine halbe Stunde später entschlief.

## Auszeichnungen
1963 wurde Davis von Elisabeth II. zum Officer of the Order of the British Empire ernannt.
2011 war Davis der erste Spieler, der in die Snooker Hall of Fame aufgenommen wurde.

## Werke
- How I Play Snooker. Country Life, London 1949. Neuauflage: Star Books, London 1975, ISBN 0-352-30057-4.
- Advanced Snooker. Country Life, London 1954.
- Complete Snooker. Country Life, London 1967. Neuauflage: W. H. Allen, London und New York 1974, ISBN 0-491-01521-6.